# 克拉克鎮區 (密歇根州)
克拉克鎮區（英語：Clark Township）是位於美國密歇根州麥基諾縣的一個行政鎮區。

## 地方資料
克拉克鎮區的面積為263.14平方千米，當中陸地面積為204.53平方千米，而水域面積為58.61平方千米。根據2020年美國人口普查的數據，當地共有人口1917人，而人口密度為每平方千米7.29人。